# Kanton Pontrieux
Kanton Pontrieux (fr. Canton de Pontrieux) je francouzský kanton v departementu Côtes-d'Armor v regionu Bretaň. Tvoří ho osm obcí.

## Obce kantonu
- Brélidy
- Ploëzal
- Plouëc-du-Trieux
- Pontrieux
- Runan
- Saint-Clet
- Saint-Gilles-les-Bois
- Quemper-Guézennec